# Colpochila solida
Colpochila solida är en skalbaggsart som beskrevs av Blackburn 1890. Colpochila solida ingår i släktet Colpochila och familjen Melolonthidae. Inga underarter finns listade i Catalogue of Life.